# Hispano-Suiza 12/15 HP
La 12/15 HP è un'autovettura prodotta fra il 1907 e il 1914 dalla casa automobilistica spagnola Hispano-Suiza.

## Profilo
Lanciata nel 1907 come modello economico della gamma, la 12/15 HP era una vettura classica di quel periodo, spesso preferita dalla clientela come torpedo o come phaeton, in un periodo storico (i primi quarant'anni del secolo scorso) in cui effettivamente venivano consegnati al cliente i telai nudi da carrozzare a discrezione del cliente stesso.
La vettura, voluta da uno dei due fondatori della casa spagnola, ossia Damian Mateu, era equipaggiata con un motore monoblocco da 2212 cm3 (alesaggio e corsa 80 x 110 mm). Tale motore venne progettato tenendo conto del contenimento dei costi di produzione. In tal senso vanno inquadrate soluzioni come la già citata struttura monoblocco del motore, l'alimentazione a caduta e la distribuzione ad un solo asse a camme su una testata a T, cioè con valvole laterali. Come da denominazione commerciale, la potenza massima del motore era di 15 CV.
Le doti di semplicità, economia di esercizio ed affidabilità ne decretarono il successo commerciale, a tal punto che lo stesso telaio, ma con passo allungato, venne utilizzato per autocarri e omnibus, sempre prodotti con il marchio spagnolo.
Nel 1914, la vettura venne sostituita dalla T24.